# Ogród Botaniczny w São Paulo
Ogród Botaniczny w São Paulo (port. Jardim Botânico de São Paulo) – ogród botaniczny i park w São Paulo w dzielnicy Água Funda przy Av. Miguel Estéfano 3031, obejmujący obszar 36 ha.

## Opis
Ogród Botaniczny składa się z szeregu założeń ogrodowych urządzonych wokół jezior oraz z lasów, zamieszkałych przez dziką zwierzynę (wyjce, aguti, paki, marmozety). Do parku wiedzie aleja wysadzona palmami królewskimi, rosnącymi w otoczeniu innych drzew tropikalnych, których nazwy zwyczajowe są znane jedynie w języku portugalskim. Aleja prowadzi ona do tzw. Jardim Lineu (Ogrodu Linneusza), urządzonego na wzór podobnego założenia w Uppsali i nazwanego na cześć szwedzkiego przyrodnika Karola Linneusza. W szklarniach rosną różne gatunki roślin tropikalnych strefy Mata Atlântica, a w ogrodowym muzeum znajduje się bank nasion brazylijskich roślin kwitnących oraz importowanych drzew owocowych. Teren ogrodu uzupełniają stawy, trawniki i ścieżki spacerowe.